# Vorapaxar
Vorapaxar, comercializado bajo la marca comercial Zontivity, es un medicamento utilizado para reducir el riesgo de infarto de miocardio y accidente cerebrovascular en personas con aterosclerosis. Sin embargo, en 2021, los beneficios generales de este medicamento  siguen sin estar claros.
Los efectos secundarios comunes incluyen hemorragia, que puede incluir hemorragia intracraneal. Es un bloqueador del receptor de trombina  basado en el producto natural himbacina. Actúa bloqueando la agregación plaquetaria 
Este medicamento se aprobó en Estados Unidos en 2014, aunque su uso en Europa se aprobó en 2015 y se retiró en 2017. En Estados Unidos cuesta unos 370 USD al mes a partir de 2021   